# Seznam válečných lodí Rakousko-uherského námořnictva

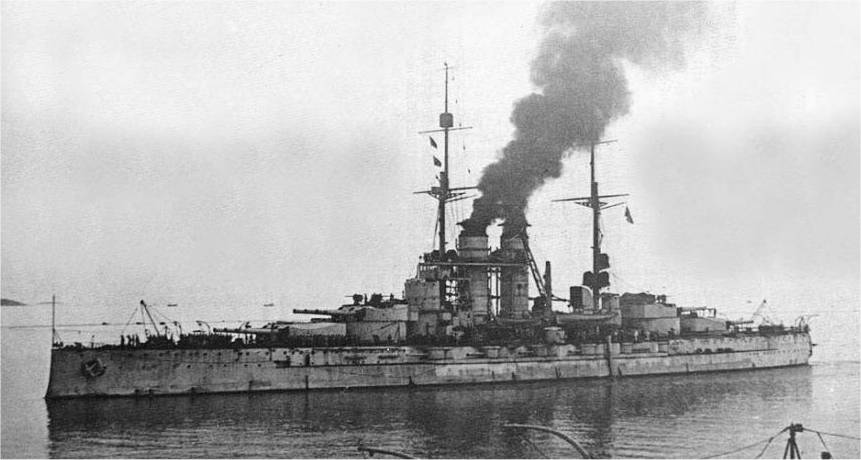
Szent István

Toto je seznam lodí rakousko-uherského námořnictva.

## Bitevní lodě

### Dreadnoughty
- Třída Ersatz Monarch (stavba zrušena)

- Třída Tegetthoff
  - Tegetthoff
  - Viribus Unitis
  - Prinz Eugen
  - Szent István

### Predreadnoughty
- Třída Radetzky
  - Erzherzog Franz Ferdinand
  - Radetzky
  - Zrínyi

- Třída Erzherzog Karl
  - Erzherzog Karl
  - Erzherzog Ferdinand Max
  - Erzherzog Friedrich

- Třída Habsburg
  - Habsburg
  - Árpád
  - Babenberg

- Třída Monarch
  - Monarch
  - Wien
  - Budapest

- Kronprinz Erzherzog Rudolf

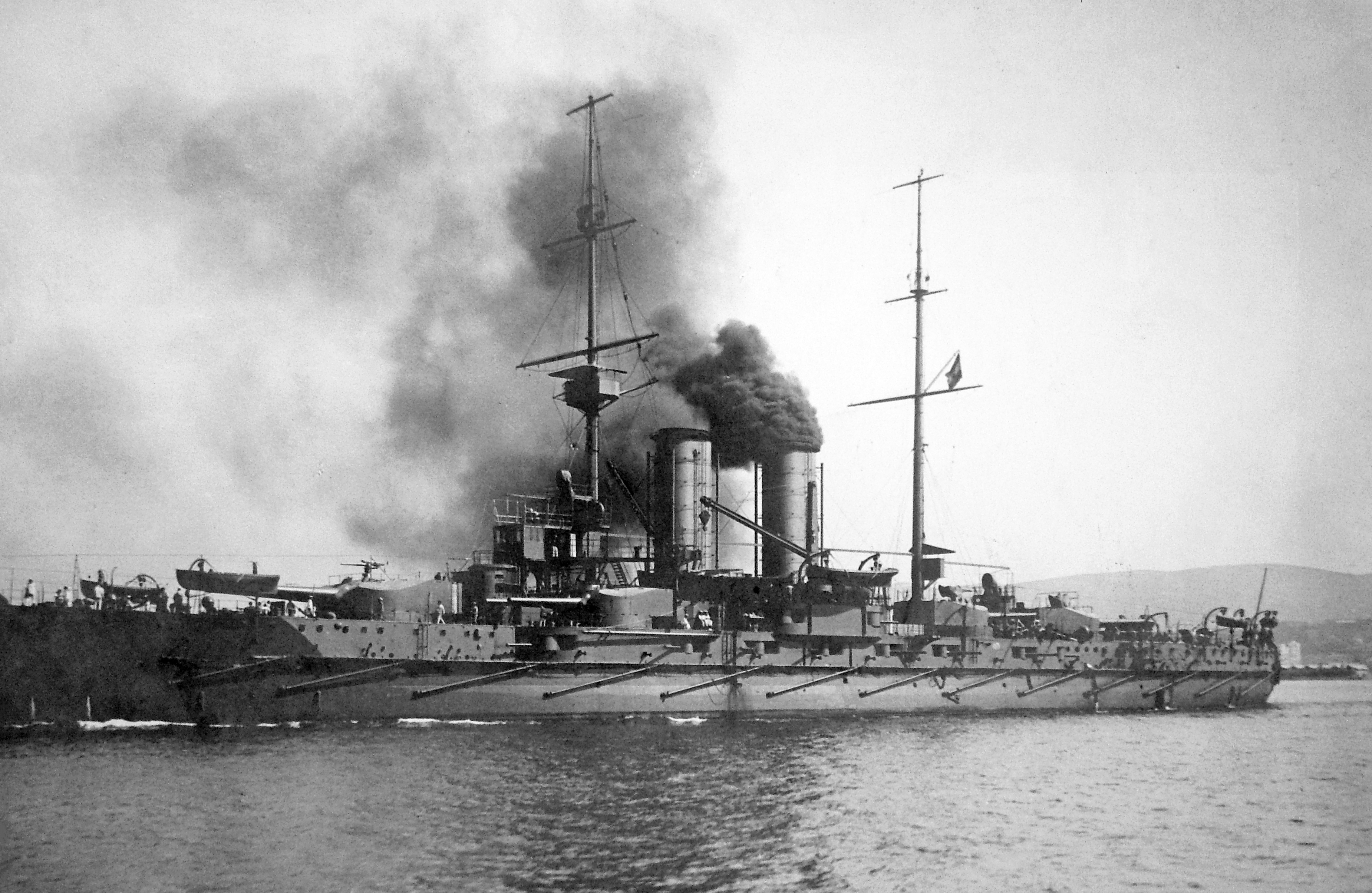
Zrinyi

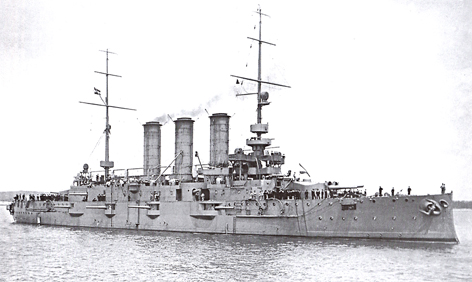
Erzherzog Karl

- Kronprinzessin Erzherzogin Stephanie

### Kasematové obrněné lodě
- Tegetthoff

- Třída Kaiser Max
  - Kaiser Max
  - Prinz Eugen
  - Don Juan d'Austria

- Erzherzog Albrecht
- Custozza
- Lissa

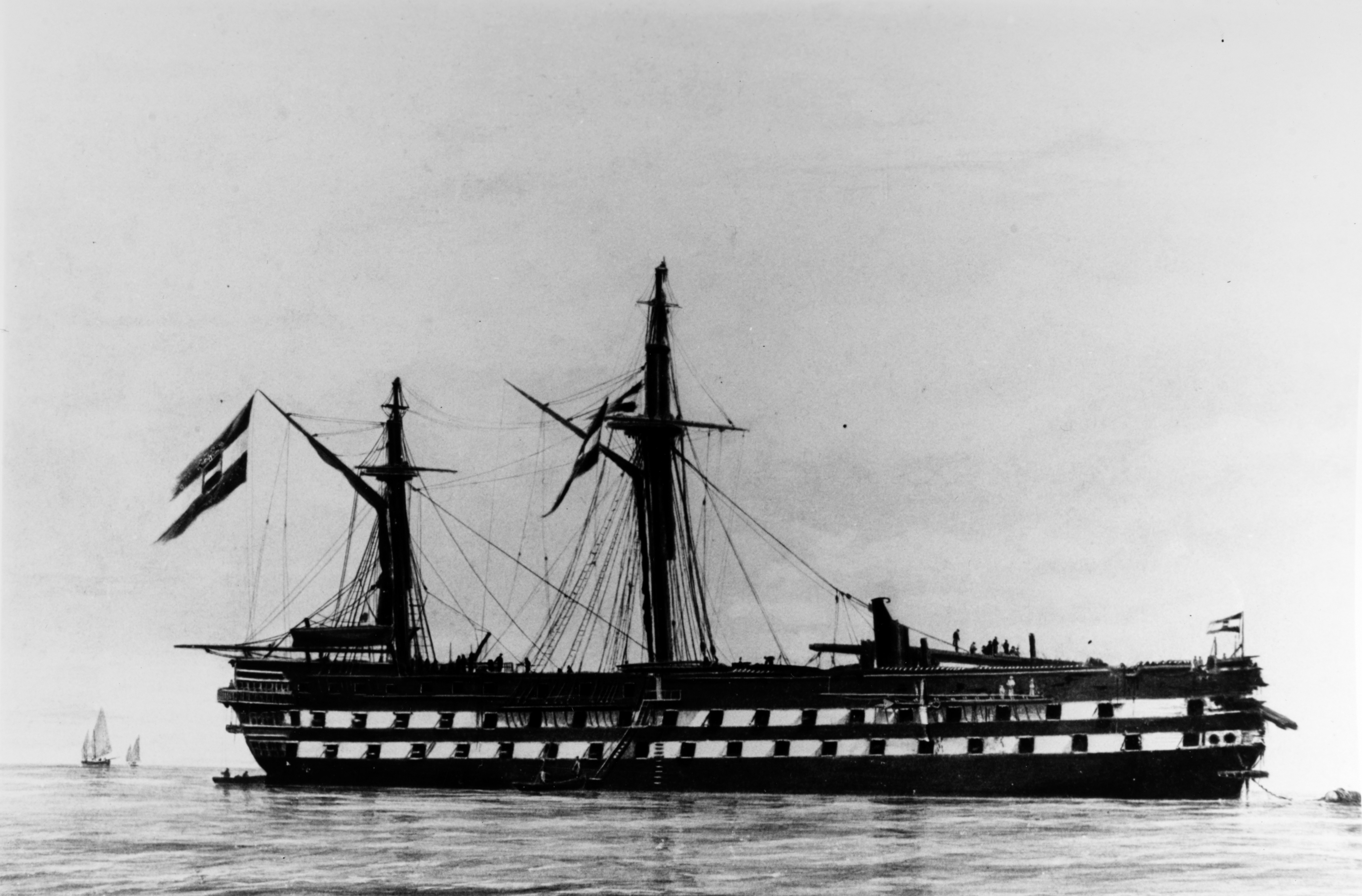
Kaiser

- Kaiser – přestavba řadové lodě Kaiser

### Pancéřové fregaty

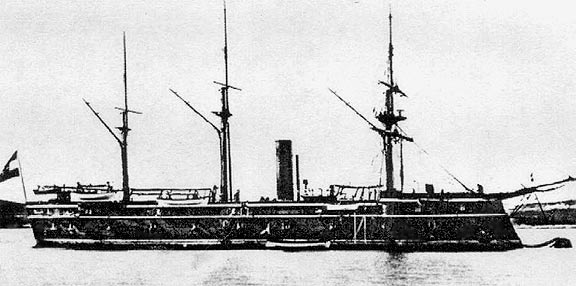
Erzherzog Ferdinand Max

- Třída Erzherzog Ferdinand Max
  - Erzherzog Ferdinand Max
  - Habsburg

- Třída Kaiser Max
  - Kaiser Max
  - Prinz Eugen
  - Don Juan d'Austria

- Třída Drache
  - Drache
  - Salamander

### Řadové lodě
- Kaiser

## Křižníky

### Pancéřové křižníky
- Sankt Georg
- Kaiser Karl VI.

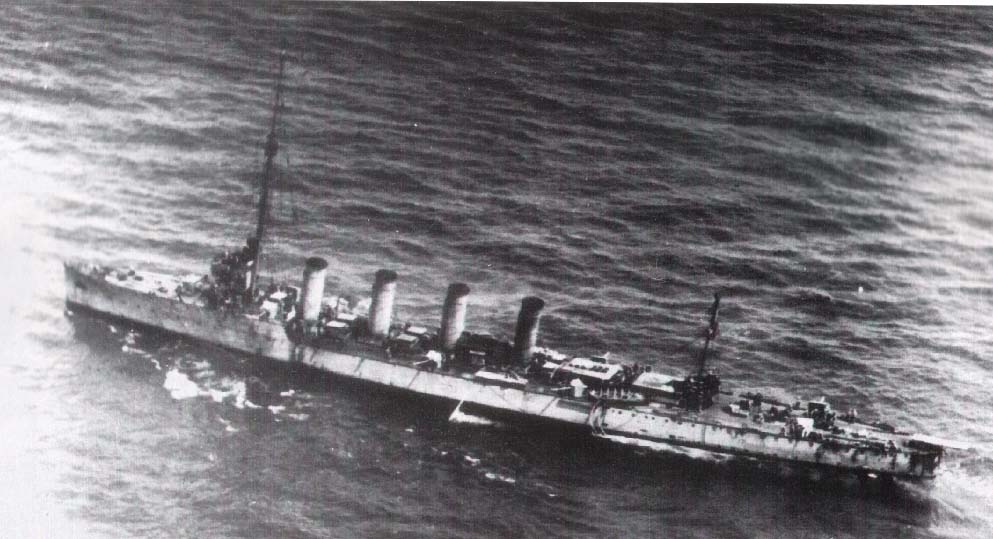
Novara

- Kaiserin und Königin Maria Theresia

### Lehké křižníky
- Třída Novara
  - Saida
  - Helgoland
  - Novara

- Admiral Spaun

### Chráněné křižníky

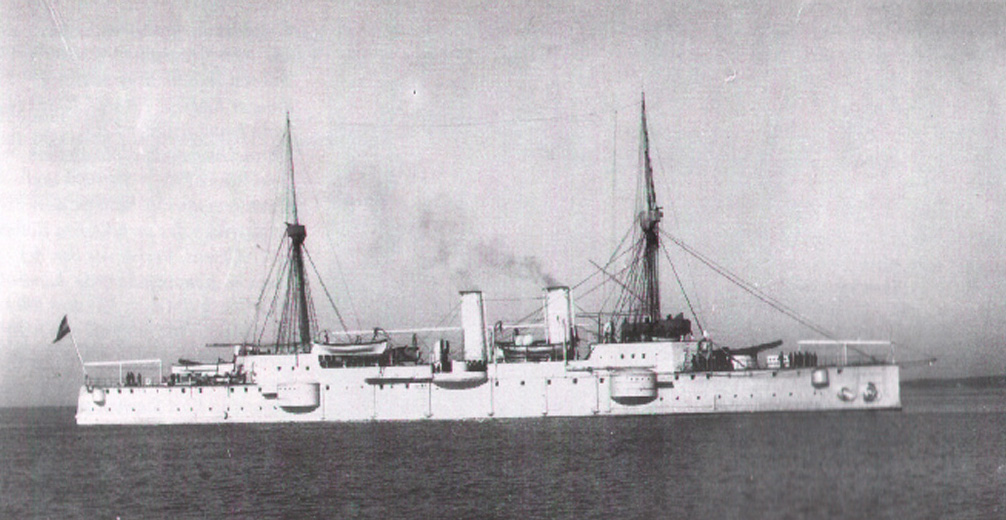
Kaiserin Elisabeth

- Třída Zenta
  - Zenta
  - Aspern
  - Szigetvár

- Třída Kaiser Franz Joseph I.
  - Kaiser Franz Joseph I.
  - Kaiserin Elisabeth

### Torpédové křižníky („Torpedoschiffe“)

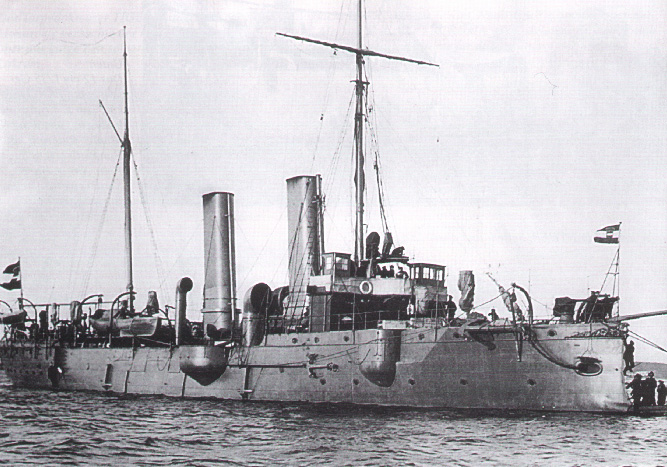
Panther

- Tiger

- Třída Panther
  - Panther
  - Leopard

- Lussin

- Třída Zara
  - Zara
  - Spalato
  - Sebeniko

## Fregaty

### Šroubové fregaty

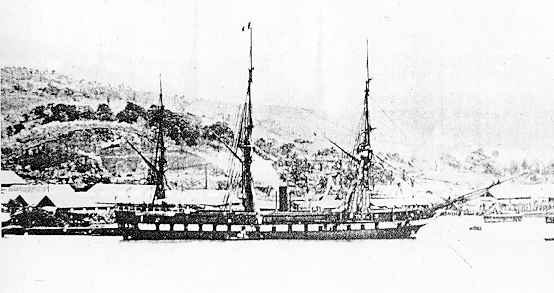
Novara

- Třída Radetzky
  - Radetzky
  - Laudon

- Třída Radetzky
  - Radetzky
  - Adria
  - Donau

- Schwarzenberg
- Novara

### Plachetní fregaty
- Carolina
- Venus
- Bellona
- Novara - přestavěna na šroubovou fregatu
- Schwarzenberg - přestavěna na šroubovou fregatu

## Korvety

### Šroubové korvety
- Saida

- Třída Erzherzog Friedrich
  - Erzherzog Friedrich
  - Dandolo

- Donau
- Donau

## Plachetní korvety

Elisabeth

- Frundsberg
- Elisabeth – kolesová korveta

## Šroubové šalupy
- Třída Aurora
  - Aurora
  - Frundsberg
  - Zrinyi

- Fasana

- Helgoland

## Torpédoborce

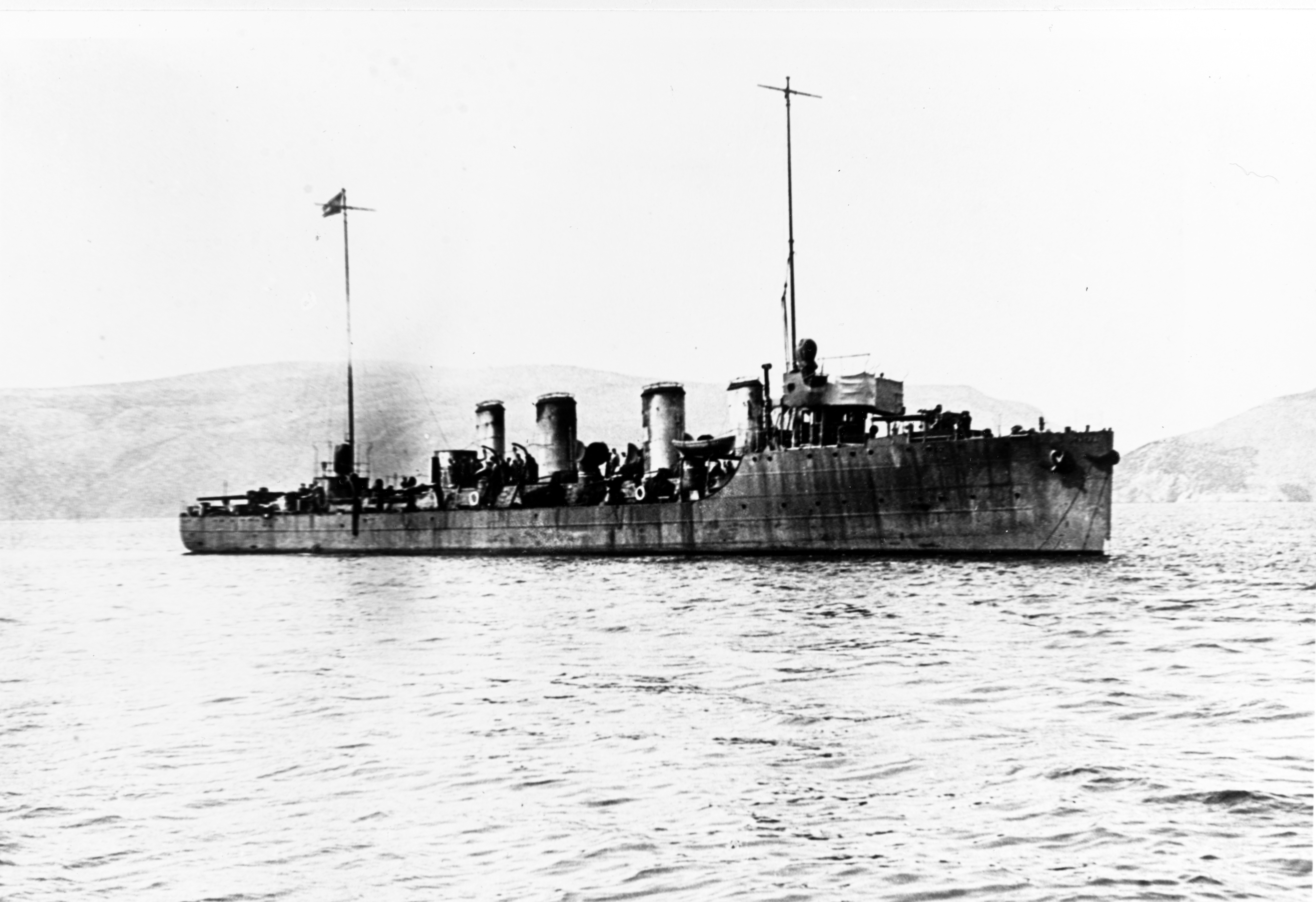
Tátra

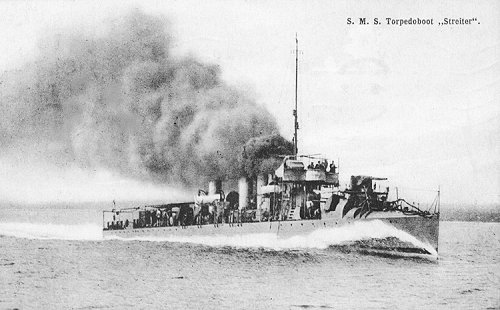
Streiter

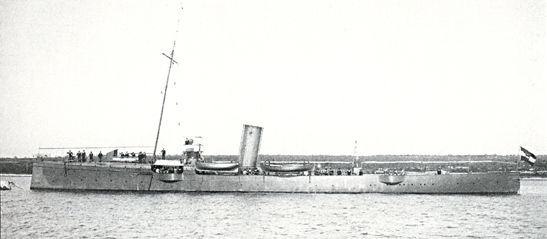
Satelit

- Třída Tátra
  - Tátra
  - Balaton
  - Csepel
  - Lika
  - Triglav
  - Orjen

- Třída Ersatz Triglav
  - Triglav II
  - Lika II
  - Dukla
  - Uzsok

- Warasdiner

- Třída Huszár
  - Huszár
  - Ulan
  - Streiter
  - Wildfang
  - Scharfschütze
  - Uskoke
  - Huszár II
  - Turul
  - Pandúr
  - Csikós
  - Reka
  - Dinara
  - Velebit

- Magnet
- Satelit
- Trabant
- Planet
- Třída Komet
  - Blitz
  - Komet
- Meteor

## Dělové čluny
- Hum
- Dalmat
- Wall
- Velebich
- Reka
- Seehund
- Streiter
- Narenta
- Kerka
- Andreas Hofer

## Minonosky
- Dromedar
- Salamander
- Basilisk
- Chamäleon

## Torpédovky
| - Třída Tb.1 - Tb. 1 - Tb. 2 - Tb. 3 - Tb. 4 - Tb. 5 - Tb. 6 - Třída Tb.7 - Tb. 7 - Tb. 8 - Tb. 9 - Tb. 10 - Tb. 11 - Tb. 12 - Třída Cobra - Tb. 13 Python - Tb. 14 Kigyo - Tb. 15 Boa - Tb. 16 Cobra - Tb. 17 Viper - Tb. 18 Natter - Tb. 19 Kibitz - Třída Kukuk - Tb. 20 Kakuk - Tb. 21 Staar - Tb. 22 Krähe - Tb. 23 Rabe - Tb. 24 Elster - Tb. 25 Gaukler - Tb. 26 Flamingo - Tb. 27 Secretär - Tb. 28 Weihe - Tb. 29 Marabu - Tb. 30 Harpie - Třída Sperber - Tb. 31 Sperber - Tb. 32 Habicht - Třída Bussard - Tb. 33 Bussard - Tb. 34 Condor | - - Tb. 35 Geier - Tb. 36 Uhu - Tb. 37 Würger - Tb. 38 Kranich - Tb. 39 Reiher - Tb. 40 Ibis - Třída Adler - Tb. 41 Adler - Tb. 42 - Tb. 43 - Třída Modell D - Tb. 44 - Tb. 45 - Tb. 46 - Tb. 47 - Tb. 48 - Tb. 49 - Třída Kaiman - Tb. 50E Kaiman - Tb. 51T Anaconda - Tb. 52T Alligator - Tb. 53T Krokodil - Tb. 54T Wal - Tb. 55T Seehund - Tb. 56T Delphin - Tb. 57T Narwal - Tb. 58T Hai - Tb. 59T Möwe - Tb. 60T Schwalbe - Tb. 61T Pinguin - Tb. 62T Drache - Tb. 63T Greif - Tb. 64F Triton - Tb. 65F Hydra - Tb. 66F Skorpion - Tb. 67F Phönix | - - Tb. 68F Krake - Tb. 69F Polyp - Tb. 70F Echse - Tb. 71F Molch - Tb. 72F Kormoran - Tb. 73F Alk - Třída 74T - Tb. 74T - Tb. 75T - Tb. 76T - Tb. 77T - Tb. 78T - Tb. 79T - Tb. 80T - Tb. 81T - Třída 82F - Tb. 82F - Tb. 83F - Tb. 84F - Tb. 85F - Tb. 86F - Tb. 87F - Tb. 88F - Tb. 89F - Tb. 90F - Tb. 91F - Tb. 92F - Tb. 93F - Tb. 94F - Tb. 95F - Tb. 96F - Tb. 97F (T8) - Třída 98M - Tb. 98M - Tb. 99M - Tb. 100M |

## Ponorky
- Třída U 1 (typ Lake)
  - U 1
  - U 2
- Třída U 3 (typ Germania)
  - U 3
  - U 4
- Třída U 5 (typ Holland)
  - U 5
  - U 6
  - U 12 (ex S.S.3)

- Třída Brumaire

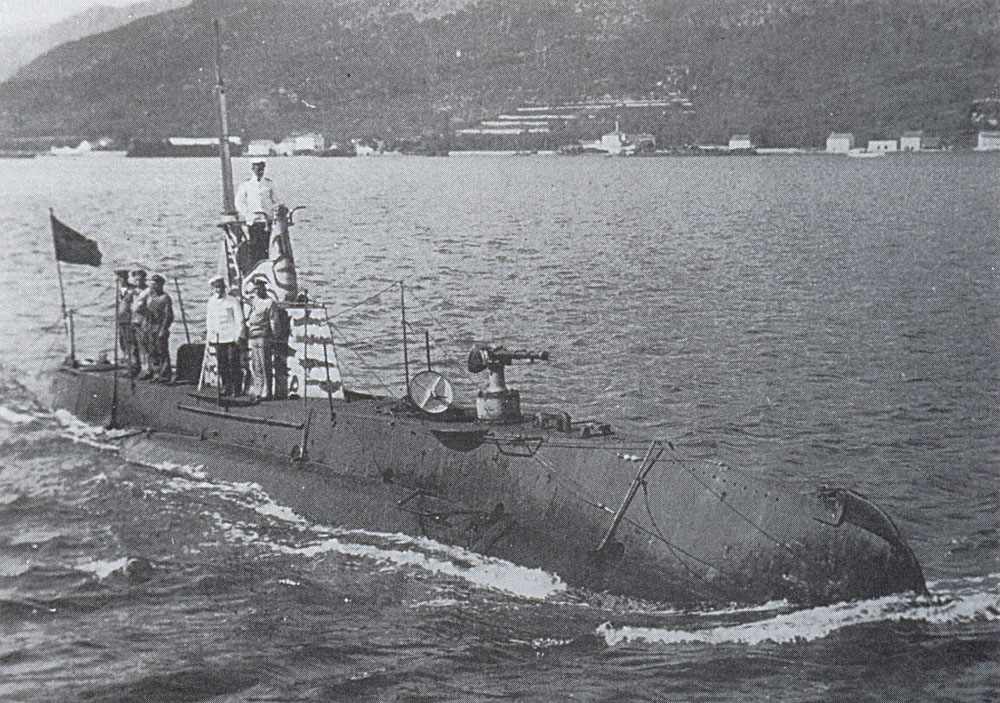
U 5

  - U 14 - ukořistěná francouzská ponorka Curie

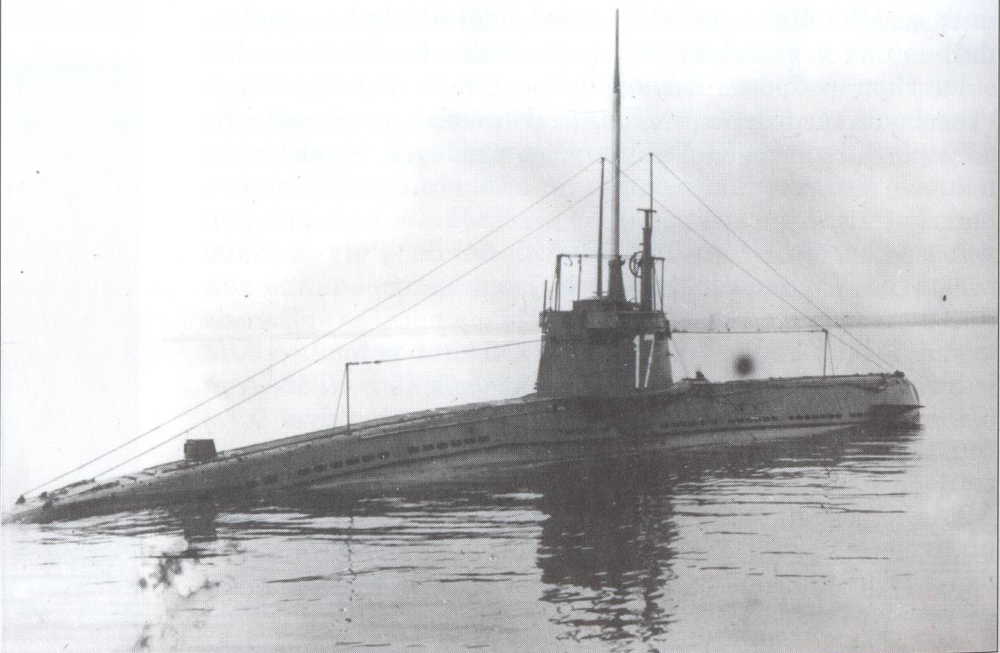
U 17

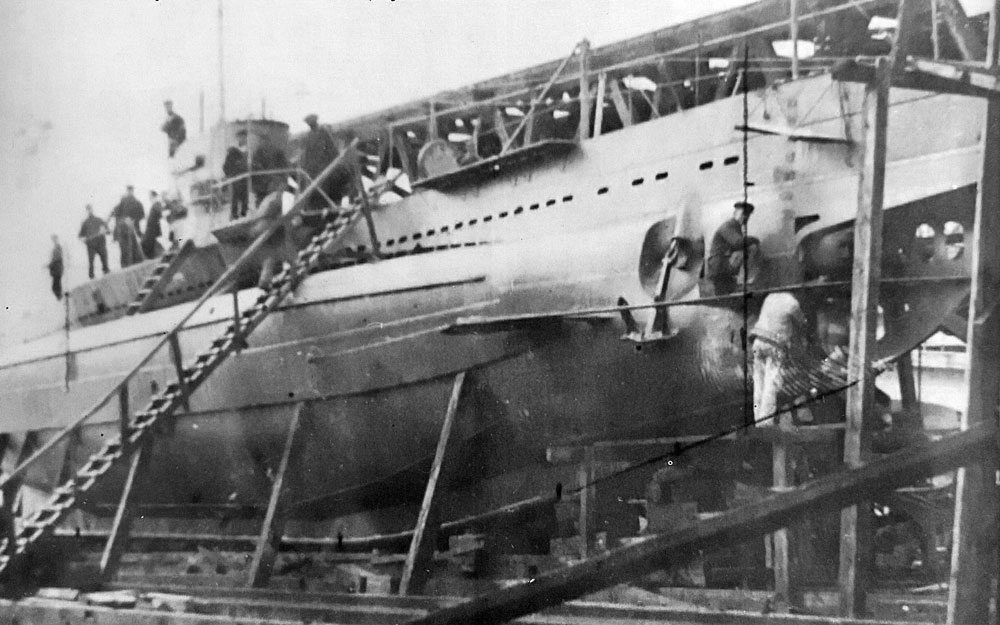
U 31

- Třída UB I
  - U 10 (ex UB-1)
  - U 11 (ex UB-15)
  - U 15
  - U 16
  - U 17

- Třída U 20 (typ Havmanden)
  - U 20
  - U 21
  - U 22
  - U 23

- Třída UB-II
  - U 27
  - U 28
  - U 29
  - U 30
  - U 31
  - U 32
  - U 40
  - U 41
  - U 43 (ex UB-43)
  - U 47 (ex UB-47)

- Třída U 48  – nedokončeny
  - SM U 48
  - SM U 49

- Třída U 50  – nedokončeny
  - SM U 50
  - SM U 51

- Třída U 52  – nedokončeny
  - SM U 52
  - SM U 53

- Třída U 101
  - SM U 101–U 120 – nedokončeny

## Další
- Gäa – depotní loď ponorek
- Pelikan – depotní loď ponorek
- Bellenden – depotní loď ponorek
- Dampfer V – depotní loď minonosek
- Dampfer IV – depotní loď torpédoborců

## Dunajská flotila

### Říční monitory

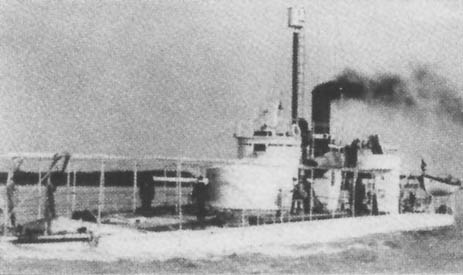
Třída Maros

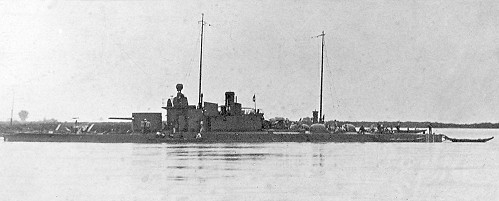
Třída Enns

- Třída Maros
  - Maros
  - Leitha

- Třída Körös
  - Körös
  - Szamos

- Třída Temes
  - Temes
  - Bodrog

- Třída Enns
  - Enns
  - Inn

- Třída Sava
  - Sava
  - Bosna

- Mo.XI a Mo.XII – nedokončeny
  - Mo.XI
  - Mo.XIi

### Říční hlídkové čluny

Třída Wels

- Třída Fogas
  - Fogas (1915)
  - Csuka (1916)

- Třída Wels (1916)
  - Wels
  - Barsch
  - Compó
  - Viza

- Třída Stör
  - Stör
  - Lachs